# آلفين س. كوكريل
آلفين س. كوكريل (بالإنجليزية: Alvin C. Cockrell)‏ هو عسكري أمريكي، ولد في 18 سبتمبر 1918 في هازلهورست في الولايات المتحدة، وتوفي في 24 سبتمبر 1942 في جوادالكانال في جزر سليمان.